# Moho
Moho（モーホー）は、Smith Micro Softwareが開発されたプロフェッショナルな用途にも使える2Dアニメーション制作ソフト。

## 概要
すべての機能が含まれたハイエンドモデル「Moho Pro」と初心者向けエントリーモデル「Moho Debut」の二種類がある。無料試用期間が30日間に限定されている。既存の静止画からアニメーションを作る「スマートボーン（Smart Bones）」という自動リギング機能が備わっている。
当初はMohoという名前で発表されており、ロストマーブルが開発、イーフロンティアが販売していた。2009年以降、Manga Studioと対応するため、「Anime Studio」（アニメスタジオ）という名に変更したが、現在は元のMohoに戻された。
『生きのびるために』、『ソング・オブ・ザ・シー 海のうた』、『太陽の王女：La Reine Soleil』などのアニメーションはMohoの機能を使って作られた。